# 氷上パーキングエリア

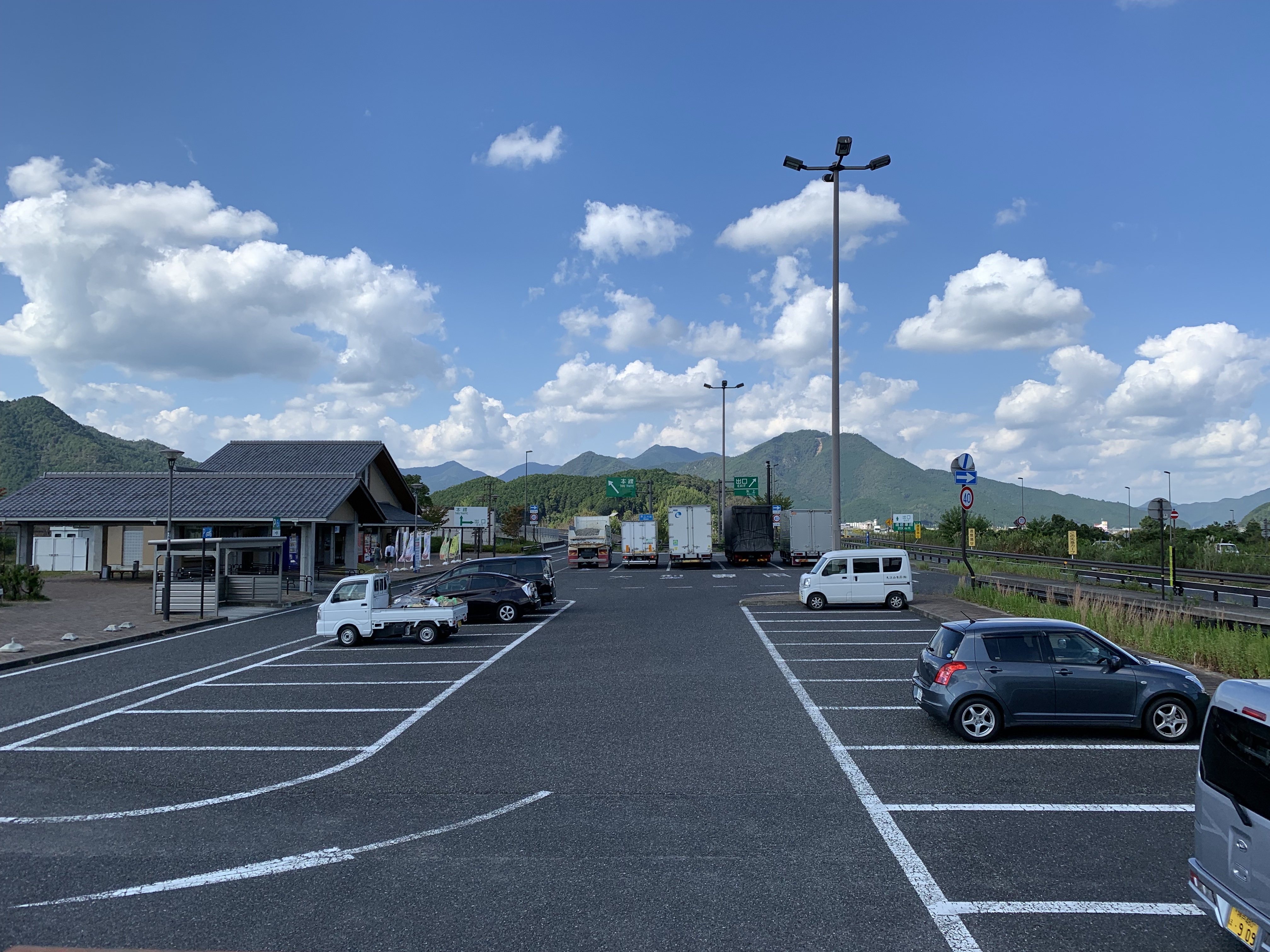
氷上パーキングエリア（2021年10月）

氷上パーキングエリア（ひかみパーキングエリア）は、兵庫県丹波市氷上町の北近畿豊岡自動車道下り線にあるパーキングエリア。2007年（平成19年）4月14日供用開始された。丹波いっぷく茶屋（たんばいっぷくちゃや）の愛称がある。
- 朝来方面行き車線にのみ設置されており、春日方面行き車線からの利用はできない。
- 「氷上IC」の出口側に設置されており、入口側からPAに入る事はできない。
- 当パーキングエリアから、一般道への出口、および朝来方面への本線再合流が可能となっている。
- 「氷上PA観光案内所[1]」(観光案内・地域の特産物物販) が設置されている。
- 「丹波 赤鬼らーめん店[2][3]」が、2022年11月3日にオープンした[4]。

## 所在地
- 兵庫県丹波市氷上町本郷

## 道路
- E72 北近畿豊岡自動車道

## 施設
- トイレ
- 休憩施設
  - 道路情報等提供設備
  - 地域特産品紹介・販売
  - 軽食コーナー等
- 駐車場（普通車20台、身障者用1台、大型車5台）

## 隣
E72 北近畿豊岡自動車道
(3)春日IC - 氷上IC/氷上PA（PAは下り線(和田山･豊岡方面)のみ） - 青垣IC